# Semen Lubarski
Semen Lubarski, ukr. Семен Любарський (ur. 20 maja 1878 w Tyszowcach, zm. w 1944 w Skryhiczynie) – ukraiński działacz społeczny i religijny, nauczyciel ludowy, poseł na Sejm I kadencji.
Działał w okolicach Hrubieszowa (południowa Chełmszczyzna). W latach 1917–1918 członek Ukraińskiej Centralnej Rady.
Uzyskał mandat do Sejmu z Bloku Mniejszości Narodowych w okręgu nr 28. Zajmował 2. pozycję na liście wyborczej.